# Chris Cornell
Christopher John Boyle Cornell (Seattle, Washington, 20 de julio de 1964-Detroit, Míchigan, 18 de mayo de 2017) fue un músico estadounidense, conocido por haber sido el vocalista y guitarrista de las bandas Soundgarden, Temple of the Dog y Audioslave.
Según la revista Hit Parade, ocupa el 4.º puesto de las mejores voces de la historia del hard rock. Una encuesta del sitio web de la revista Rolling Stone lo sitúa en el 9.º puesto de los mejores cantantes de la historia, y según Planet rock ocupa el 22.º puesto de lista de las 40 mejores voces del rock. Comenzó su carrera como baterista antes de convertirse en guitarrista y cantante.

## Biografía

### Sus inicios
Nació en Seattle, Washington, lugar donde vivió durante su infancia. Tiene cinco hermanos y sus padres, Ed Boyle (farmacéutico) y Karen Cornell (contable), son católicos de ascendencia irlandesa. A los 7 años comenzó a tomar clases de piano, interesándose por Lynyrd Skynyrd, The Beatles y Alice Cooper. Alrededor de los catorce años sus padres se divorciaron, y junto con sus hermanos tomó el apellido de soltera de su madre, Cornell.
A raíz del divorcio de sus padres, sufrió un caso grave de depresión durante su adolescencia, consecuentemente solo salía de su casa en raras ocasiones, llegando al extremo de no salir durante un año completo, tiempo en el que abandonó el piano y se dedicó a tocar la batería y la guitarra.[cita requerida] Esta elección vino acompañada del abandono del instituto, comenzando a trabajar como ayudante de cocina.[cita requerida]

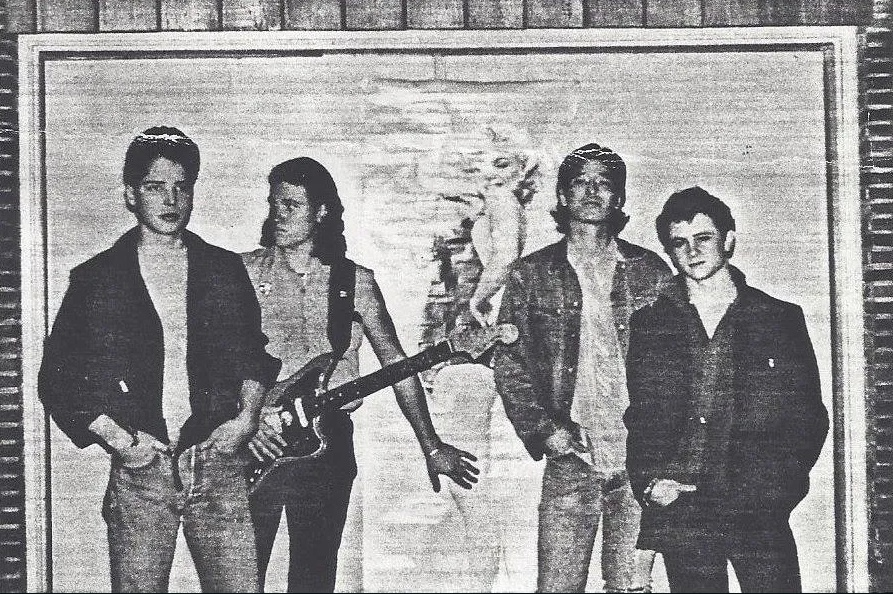
Chris Cornell (a la izquierda) con su grupo, The Shemps, en 1983.

Su primera banda, en la que tenía el rol de cantante, se llamaba The Jones Street Band y hacía versiones de Rush, AC/DC, Sex Pistols y Ramones. En 1982 se mudó de su casa y se unió a una banda llamada The Shemps, fundada por Matt Dentino, compañero de Kim Thayil. Más tarde se mudó con el bajista de la banda, Hiro Yamamoto y en 1984, tras la separación de la banda, ambos le propusieron a Kim crear un nuevo grupo que fue bautizada como Soundgarden, con Hiro en el bajo, Kim en la guitarra y Chris en la batería y la voz.

### Soundgarden
Junto con Nirvana, Pearl Jam y Alice in Chains, Soundgarden es considerada una de las mayores bandas de principios de la década de 1990. Cuando estalló el movimiento grunge de Seattle, estas bandas salieron a la luz internacional de inmediato, siendo consideradas las “cuatro grandes bandas del Grunge”.
La historia de Soundgarden comienza en Illinois. Tras graduarse en secundaria, Kim Thayil y el bajista Hiro Yamamoto, junto con el futuro fundador de Sub Pop, Bruce Pavitt, se mudaron a Olympia, Washington, donde pretendían asistir a la universidad de Evergreen.
La creciente escena musical los atrajo hacia Seattle, donde Yamamoto compartió vivienda y comenzó a tocar con un batería llamado Chris Cornell. Thayil se unió al dúo en 1984, y los tres músicos se llamaron a sí mismos Soundgarden, en alusión a una escultura eólica tubular del parque Magnuson, en Seattle, que hace sonidos cuando el viento sopla a través de ella.
Scott Sundquist se les unió como batería un año después, poniendo a Cornell al frente de la banda como cantante. Sundquist grabó junto con el grupo las canciones que aparecerían en el disco recopilatorio Deep Six, pero en 1986 abandonó la formación para buscarse un trabajo estable y fue reemplazado por Matt Cameron, quien fuera parte de Skin Yard anteriormente.

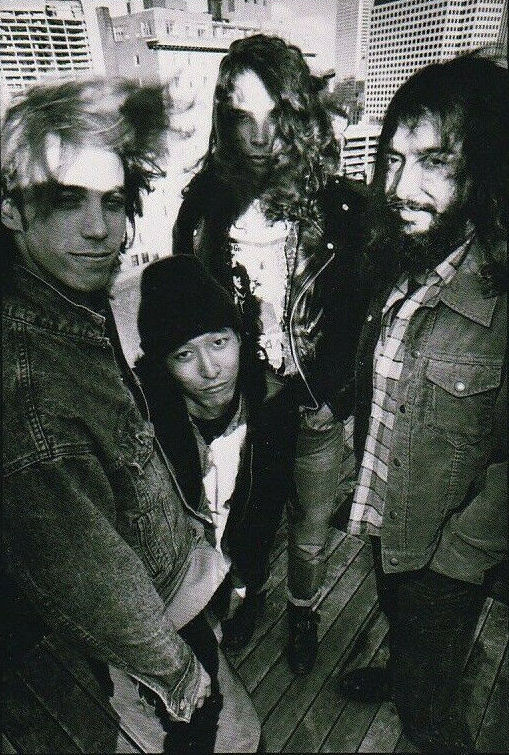
Soundgarden en 1987. De izquierda a derecha: Matt Cameron, Hiro Yamamoto, Chris Cornell, y Kim Thayil.

Una vez conformado, el grupo grabó Screaming Life (1987) que traía el sencillo «Hunted Down». Un año después saldría su segundo EP, Fopp (1988). A partir de estos dos trabajos, algunos de los grandes sellos se comienzan a interesar por la banda. Bruce Pavitt sería el productor de ambos discos.
Sin embargo, Ultramega OK, el primer LP de la banda, fue producido y editado por SST Records. Este disco incluye los temas "Beyond the wheel" y "All your lies", además de presentar versiones del bluesman Howlin' Wolf y de John Lennon & Yoko Ono. Estos temas fueron, "Smockestack lightnin" y "Two minute silence", convertidos en "One minute of silence". El disco recibió una excelente crítica a nivel mundial, elevando aún más la popularidad de la banda, hecho que despertó el interés de A&M Records, sello con el que graban Louder than Love (1989), que recibe una nominación a los premios Grammy. De este disco se destacan los sencillos «Hands All Over» y el tema «Loud Love».
Tras este trabajo, el bajista Hiro Yamamoto decide cambiar la senda musical por sus estudios universitarios, dejando así ese año para que Chris Cornell se dedique a proyectos personales, entre los que destaca el gran tributo al fallecido Andrew Wood (por una sobredosis de heroína), exvocalista de Mother Love Bone e íntimo amigo y compañero de cuarto del vocal de Soundgarden. Este disco es bautizado como "Temple of the dog" y participan Chris Cornell como frontman, en conjunto con un Eddie Vedder primerizo en cuanto al tema vocal, pero con un excelente registro. Cabe destacar que fueron grabados varios temas del disco para agregar a Eddie, quien en la actualidad es uno de los mejores amigos del mentor del grupo. A ellos se suman Stone Gossard, Mike McCready, Jeff Ament y Matt Cameron, quienes sin Cornell, son el personal oficial de Pearl Jam en la actualidad y la única banda importante del "sonido seattle" que sobrevive sin interrupciones hasta la fecha.
En lugar de Hiro, Jason Everman tomó el bajo, pero al igual que con Nirvana, su permanencia sería de muy corta duración, ya que solamente grabó la versión «Come Together» (The Beatles) y apareció en el vídeo «Loud Love». Es aquí donde aparece Ben Shepherd.
En 1991, Soundgarden publica Badmotorfinger, mostrando una solidez sonora y madurez musical de alto nivel, con influencias claras de Led Zeppelin y The Stooges. Temas como "Rusty Cage" o el poderoso "Outshined" hacen que el disco llegue al número 39 del Billboard. La crítica especializada dijo que si no existiera Nevermind o el clásico Ten de Pearl Jam, hoy hablaríamos de Badmotorfinger como el mejor disco de ese año.
Posterior a este disco, en 1992, girarían por el mundo con Guns N' Roses, Skid Row y Faith No More entre otros, y participarían en la segunda edición de Lollapalooza, festival de rock alternativo creado por Perry Farrell.
En 1994 se publicó el disco Superunknown, clave para la comunidad grunge y un título imprescindible del soundtrack de los años 1990.
Michael Beinhorn fue coproductor de este trabajo, que presenta los sencillos «Spoonman» y «Black Hole Sun». Destacable es la oscuridad que presenta el tema «4th of July». Superunknown llegaría al número uno de las listas americanas.
A finales de 1994, durante la gira del disco Superunknown, los médicos descubrieron que Cornell había forzado severamente sus cuerdas vocales. Soundgarden tuvo que cancelar diversos shows para evitar que éstas quedasen dañadas de forma permanente. Cornell utilizó este tiempo para colaborar con el mítico Alice Cooper en su álbum "Last Temptation", y escribió junto a él la canción "Stolen Prayer", en la que también canta.
Tras este acierto del grupo, en 1996 nace Down On the Upside, emulando los logros de su anterior disco. Clara fue la esencia punk que depositaron en «Ty Cobb», el sentimiento y tono de balada de "Blow Up the Upside World", y la energía de «Burden in My Hand».
El grupo dejaría de existir en 1997, entregando como despedida para su público los discos A & B sides, recopilatorios de sus mejores éxitos. Cornell se hizo tan famoso como Soundgarden durante la existencia del grupo, principalmente gracias a sus excepcionales habilidades y espectro vocales. Su capacidad de producir tonos altos casi "gritando" las notas le da a su registro de barítono una amplitud aún mayor.
La voz de Soundgarden, también fue el productor del álbum Uncle Anesthesia de la banda Screaming Trees. Además, actuó en la película Singles (Vida de Solteros), de Cameron Crowe, haciendo un cameo y actuando en el escenario. También aportó su tema Seasons a la banda sonora de la película. En esta película participan también los componentes de Pearl Jam, Alice In Chains y otros artistas de corte similar.
Cornell también colaboró en el disco "Sap" de Alice In Chains y fue parte del proyecto llamado M.A.C.C. que grabó el tema " Hey Baby (Land Of The New Rising Sun)" para el disco tributo de 1993 a Jimi Hendrix, "Stone Free".

### Post-Soundgarden
Tras la separación de Soundgarden, Cornell colaboró con Alain Johannes y Natasha Shneider de la banda Eleven, (exmiembros de Queens of the Stone Age) banda creada por Jack Irons y compañía, con quienes lanzó un álbum solista llamado Euphoria Morning en 1999. Con el grupo salió de gira, pero la grabación del disco fue con el batería Greg Upchurch, quien fue sustituido en contadas ocasiones por Irons, que era miembro ya honorario del grupo. De la mano con esto, se realizaron presentaciones en televisión y radio, shows como "Letterman" y sesiones privadas.

### Euphoria Morning
Este álbum melancólico, de rock suave, está dedicado a la memoria de Jeff Buckley, músico y amigo de Chris, el cual falleció de manera trágica ahogado en la Rivera Wolf, ubicada en Memphis. Aparte de ser amigos, admiraban su trabajo de manera mutua. La canción «Wave Goodbye» es para su amigo.
Pero pese a las buenas críticas y el gran peso melódico que contiene, el álbum no fue un éxito comercial. Aun teniendo en cuenta que «Can't Change Me», sencillo del álbum, fue nominado para mejor presentación vocal de rock masculino en los premios Grammy de 2000. Además, Chris aportó a la banda sonora de la película Grandes esperanzas (Great Expectations) la canción «Sunshower», bonus track de la edición japonesa del disco Euphoria Morning en conjunto con la versión de «Can't change me» en francés.
Hizo una nueva versión de la canción «Mission» para la banda sonora del film Misión imposible 2, que se tituló «Mission 2000».

### Audioslave
Chris Cornell también fue el cantante de Audioslave, banda aclamada por la crítica formada por tres de los exmiembros de Rage Against The Machine, Tom Morello, Tim Commerford y Brad Wilk. Este grupo comenzó como una idea de Rick Rubin, productor que ya había trabajado con Soundgarden.
Un día, Cornell recibió la visita de Tom Morello junto con Rubin, para plantear la idea de un grupo, a lo cual accedió pidiendo cambiar el nombre.
Siempre se habló de la mega-banda, en la cual se reemplazaría a Zack de la Rocha, motivo por el cual Chris pidió el cambio de nombre y no se llamarían más Rage Against The Machine y pasaron a ser Civilian, aunque en un comienzo también serían llamados Cochise, por el nombre de su primer sencillo, en homenaje al célebre cacique norteamericano.
En mayo de 2005 ofrecieron un histórico show en La Habana, Cuba, en la que fue de las primeras aperturas en la isla hacia un show de una banda de rock estadounidense.
Cornell participó en la grabación de tres discos, entre ellos Audioslave, disco homónimo que tuvo gran éxito en los rankings de la música con temas como "Cochise" y "Like a Stone", sencillos promocionales que dieron la vuelta al mundo. Pronto sería el momento de Out of Exile, que traía temas tan suaves como "Doesn´t Remind Me" y otros repletos de poder como "Your Time Has Come" y abriendo paso a las baladas roqueras de años anteriores como por ejemplo "Be Yourself".
Revelations sería su último disco, lanzado el 5 de septiembre de 2006, los temas promocionales fueron Original Fire y Revelations.
En 2006 también escribió junto con David Arnold el tema "You know my name", principal canción de la banda sonora de la película Casino Royale.
Aunque la noticia era sabida desde antes, el 15 de febrero de 2007 Chris Cornell anunció públicamente que dejaba la banda por diferencias personales y musicales irreconciliables entre sus miembros. En su despedida, les deseó lo mejor a los otros tres miembros restantes del grupo.

### Carry On

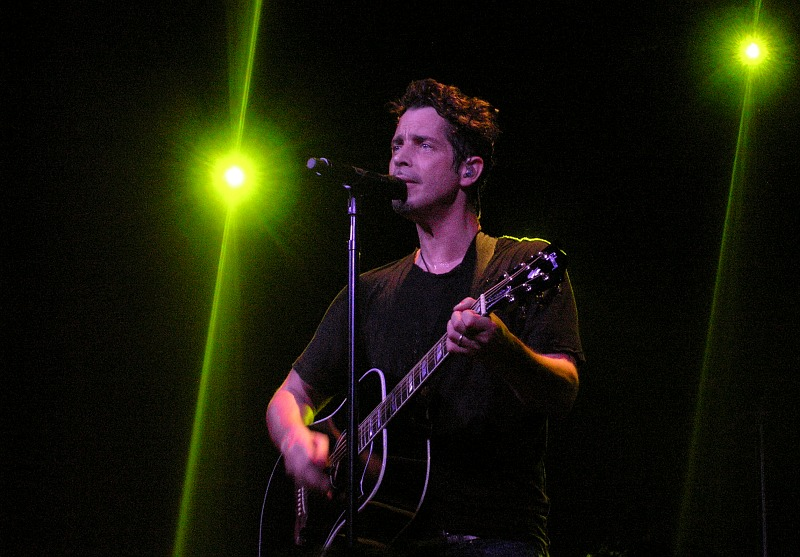
Chris Cornell en 2007.

Chris Cornell lanzó el 5 de junio de 2007 su segundo disco como solista, llamado "Carry on" que, entre otros títulos, incluye "You Know My Name", de la banda sonora de Casino Royale, "Billie Jean" (versión del original de Michael Jackson) y los sencillos "No Such Thing" y "Arms Around Your Love", para los cuales ha editado videoclips.

### Scream
En marzo de 2009 su tercer trabajo como solista saldría a la luz: el disco Scream, producido por Timbaland. La canción "Ground Zero" formó parte de la presentación de la serie "Life on Mars". Los temas "Part of me", Ground Zero", "Scream" y "Long Gone" tuvieron videoclip. Scream tuvo críticas positivas y negativas. De una u otra forma, la incursión de Cornell en el pop moderno fue un intento por innovar su música en un género desconocido anteriormente.

### Colaboraciones

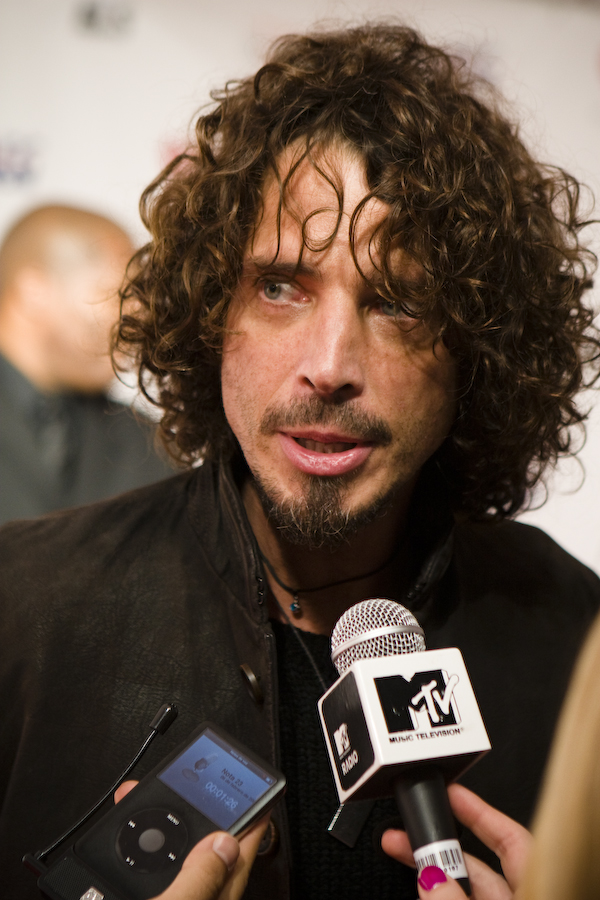
Chris Cornell en 2009.

En 2009, Chris Cornell participó en la grabación de Slash, el primer álbum en solitario de su amigo Slash de Guns N' Roses, que salió en abril de 2010. Chris Cornell interpreta la canción "Promise" del álbum. El 26 de marzo de 2010 fue puesta en línea por amazon.com.
En 2010 formó parte del disco "Guitar Heaven" de Santana, donde interpretó el tema "Whole Lotta Love" de Led Zeppelin. Ese mismo año grabó el tema "Lies" en colaboración con la banda Gabín.

### Reunión de Soundgarden
El 1 de enero de 2010, Cornell anunció a través de su cuenta de Twitter la reunión de Soundgarden, tras 12 años de separación. Pronto, la banda anunciaría su participación en el festival Lollapalooza y en 2012 lanzaron un nuevo disco llamado King Animal.

### Songbook Tour
En 2010, Chris Cornell comenzó a dar una serie de conciertos acústicos en «Roxy» y «Troubadour» interpretando temas de toda su carrera y varios covers.

Frente a la buena recepción del público en 2011 anunció varias fechas en distintos lugares de Estados Unidos. Sus shows íntimos permiten apreciar al máximo su calidad vocal y destreza en la guitarra[cita requerida]. El tour continuó en octubre con fechas en Nueva Zelanda y Australia. Finalmente amplió sus horizontes en noviembre hacia Argentina, Chile, Brasil y Perú.

### Higher Truth
El 18 de septiembre de 2015 lanzó su 5º disco de estudio solista llamado Higher Truth. Su primer sencillo en este disco se llama "Nearly Forgot My Broken Heart", que fue lanzado con su respectivo video el 10 de septiembre, en donde Chris Cornell actúa como un condenado a la horca, video que cuenta con la participación especial de Eric Roberts. El disco salió a la venta el 18 de septiembre de 2015, poniéndose a la vez a disposición de su descarga en internet o su escucha por diferentes aplicaciones musicales. El disco fue recibido con críticas mixtas.

## Fallecimiento

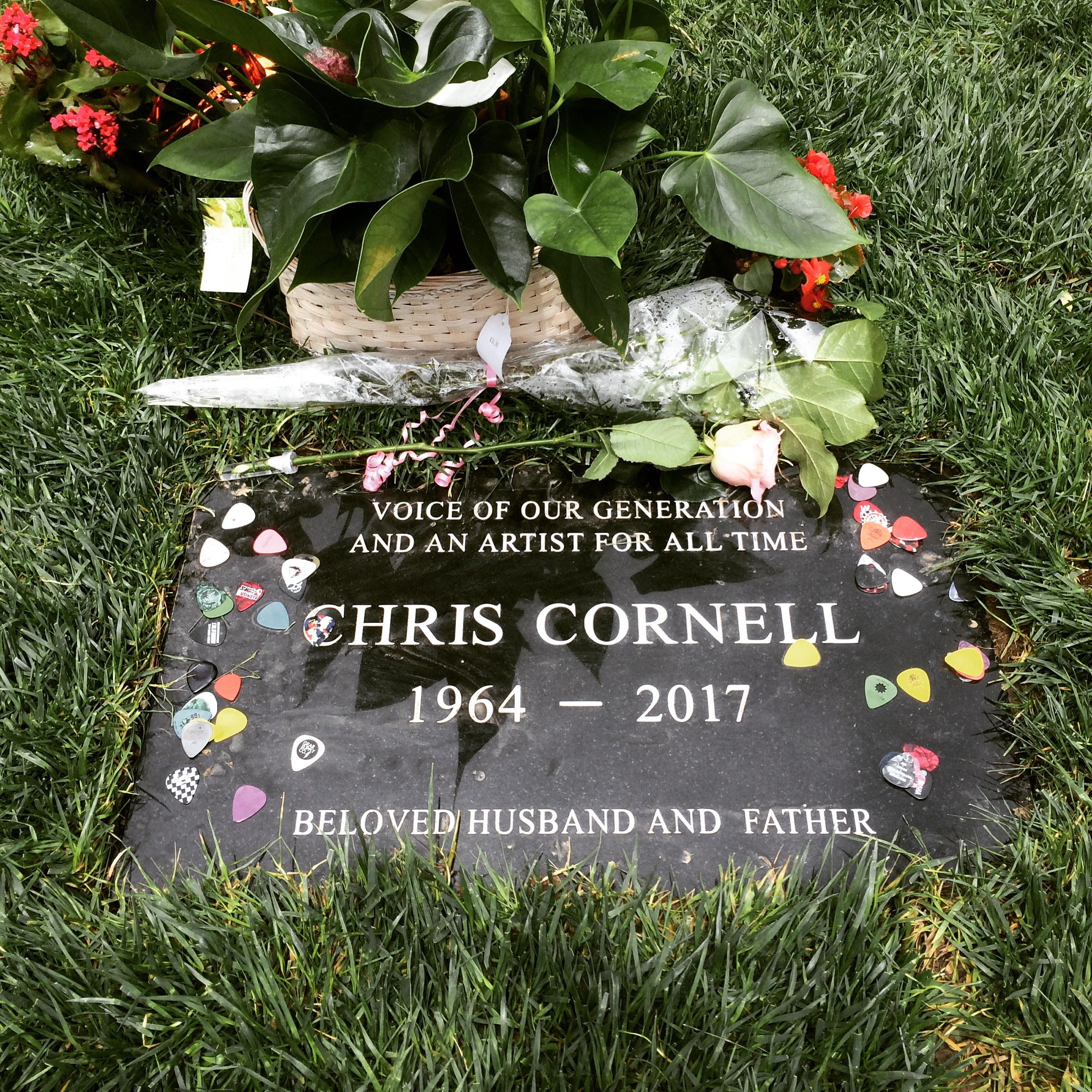
Tumba de Chris Cornell en el cementerio Hollywood Forever Cemetery en Los Ángeles, California.

El 18 de mayo de 2017, el mánager de Cornell, Brian Bumbery, anunció a The Associated Press que Cornell había sido encontrado muerto en el baño de la habitación del hotel en el que se hospedaba, después de su última actuación en Detroit con la banda Soundgarden. Los análisis forenses concluyeron que el músico estadounidense «se quitó la vida ahorcándose en el baño de la habitación del hotel», a la edad de 52 años.

## Voz
Lo que más se destacaba en él era su voz capaz de llegar a notas muy altas y a su vez cantar notas graves, y a la que pocas veces parece poner límite. Según ha dicho él mismo: «intento pensar en el dolor como un grito».
Barítono con timbre oscuro, fuertemente influenciado por el soul y el R&B, es conocido por su potente voz llena de notas agudas y una vocalización que se sumerge en gran medida en su voz de pecho y le da una característica intensa y un tinte áspero a su manera de cantar. Con un rango total de Do#2 a La5, tenía un poco más de tres octavas y media de extensión vocal, junto con una versatilidad notable demostrada a lo largo de su carrera de más de veinticinco años.
Después de formar Soundgarden en 1984 con la banda de compañeros de Kim Thayil y Hiro Yamamoto, fue el vocalista principal aunque también mantuvo por un tiempo su rol como batería. Sin embargo, después de contratar al batería Scott Sundquist en 1985, decidió hacerse cargo de la voz y el ritmo de la guitarra en la banda.
Establecido ya como el vocalista de Soundgarden, en forma paralela iba a crear otro proyecto, una banda tributo, Temple of the Dog, con los que pronto serán miembros de Pearl Jam, así como miembros de la banda Mother Love Bone. Este proyecto fue concebido por él para servir como un homenaje a su fallecido amigo Andrew Wood de Mother Love Bone, y podría decirse que cuenta con la voz más impresionante en su carrera. Según la revista Hit Parade, ocupa el puesto número 4 de las mejores voces de la historia del heavy metal y hard rock. En una encuesta del sitio web de la revista Rolling Stone, lo sitúa en el puesto número 9 de los mejores cantantes de la historia, y según Planet Rock, ocupa el puesto número 22 de las 40 mejores voces del rock, siendo el más joven y activo de la misma.

## Discografía
Álbumes con Soundgarden
Álbumes con Audioslave
Álbumes con Temple of the Dog
- 1991 Temple of the Dog (A&M)

### Como solista
- 1999 Euphoria Morning (A&M)
- 2007 Carry On
- 2009 Scream
- 2011 Songbook
- 2015 Higher Truth
- 2020 No One Sings Like You Anymore, Vol. 1

### Banda sonora
- 1990 Pump Up the Volume - «Heretic»
- 1992 Singles - «Seasons» y «Birth Ritual»
- 1993 True Romance - «Outshined»
- 1994 Road Rash Juego de PC - «Rusty Cage», «Outshined», «Kickstand» y Superunknown
- 1998 Great Expectations - «Sunshower»
- 1999 Blast from the Past - «Drawing Flies»
- 2000 Misión imposible 2 - «Mission 2000»
- 2004 Collateral - «Shadow on the Sun»
- 2004 Grand Theft Auto: San Andreas - «Rusty Cage»
- 2006 Flatout 2 - «Man or Animal»
- 2006 Revelations - «Original Fire»
- 2006 007: Casino Royale - «You Know My Name»
- 2006 ATV Offroad Fury 4 - «Original Fire»
- 2006 Miami Vice - «Wide Awake»
- 2007 Burnout Paradise - «Rusty Cage»
- 2011 Machine Gun Preacher - «The Keeper»
- 2012 The Avengers - «Live to Rise»
- 2013 El hombre de acero - «Seasons»
- 2017 The Promise - «The Promise»